# Das Wiegenlied vom Broadway
Das Wiegenlied vom Broadway (Originaltitel: Lullaby of Broadway) ist ein US-amerikanisches Filmmusical von David Butler aus dem Jahr 1951.

## Handlung
Die Sängerin Melinda, die in Europa recht erfolgreich ist, will nach langer Zeit ihre Mutter Jessica, einst erfolgreicher Star am Broadway, in New York besuchen. Doch zu ihrer Verwunderung muss Melinda feststellen, dass Jessica nur noch in Bars auftritt und alkoholabhängig ist.

## Hintergrund
Der Film wurde von der Produktionsfirma Warner Bros. fertiggestellt und vertrieben. Die Filmkomödie wurde in Mono, bei einem Seitenverhältnis von 1,37:1 auf einem 35-mm-Film, aufgenommen. Zum Film veröffentlichte Doris Day ein Album unter dem gleichen Titel, welches in den Billboard 200 auf Platz eins landete.
Der Film feierte am 26. März 1951 in New York City Premiere. In der Bundesrepublik Deutschland lief er am 19. Oktober 1982 erstmals im Fernsehen.

## Lieder
| Nr. | Titel                                    | Komponist                          | Liedtexter                          | Gesungen                       |
| --- | ---------------------------------------- | ---------------------------------- | ----------------------------------- | ------------------------------ |
| 1   | Lullaby of Broadway                      | Harry Warren                       | Al Dubin                            | Doris Day                      |
| 2   | You’re Getting to Be a Habit with Me     | Harry Warren                       | Al Dubin                            | Doris Day                      |
| 3   | Just One of Those Things                 | Cole Porter                        |                                     | Doris Day                      |
| 4   | Somebody Loves Me                        | George Gershwin                    | Buddy DeSylva und Ballard MacDonald | Doris Day und Gene Nelson      |
| 5   | I Love the Way You Say Goodnight         | George Wyle                        | Eddie Pola                          | Doris Day und Gene Nelson      |
| 6   | Please Don’t Talk About Me When I’m Gone | Sam H. Stept                       | Sidney Clare                        | Gladys George                  |
| 7   | Have You Forgotten                       | Nathaniel Shilkret und Dana Suesse |                                     |                                |
| 8   | In a Shanty in Old Shanty Town           | Jack Little und John Siras         | Joe Young                           | Gladys George                  |
| 9   | Zing! Went the Strings of My Heart       | James F. Hanley                    |                                     | Gene Nelson                    |
| 10  | You’re Dependable                        | Sy Miller und Jerry Seelen         |                                     | Billy De Wolfe und Anne Triola |
| 11  | We’d Like to Go on a Trip                | Sy Miller und Jerry Seelen         |                                     | Billy De Wolfe und Anne Triola |

## Rezeption
Das Lexikon des internationalen Films schrieb, dass die „Hollywood-Traumfabrik-Produktion mit einigen herausragenden Musiknummern … durchaus unterhaltsam“ sei. Die New York Times urteilte negativ über die Musicalverfilmung, da die „Story zeitweise abflacht“, wenn „witzige Momente angestrebt“ werden.